# 매전면
매전면(梅田面)은 대한민국 경상북도 청도군의 면이다. 2016년 12월 31일 기준으로 면적은 130.15km2이고, 인구는 3,939명이다.

## 행정 구역
- 남양리
- 당호리
- 금곡리
- 동산리
- 북지리
- 용산리
- 온막리
- 호화리
- 장연리
- 예전리
- 내리
- 지천리
- 송원리
- 구촌리
- 하평리
- 상평리
- 관하리
- 금천리
- 덕산리
- 두곡리

## 학교
- 동산초등학교 (동산리)
- 매전초등학교 (폐교) - 매전면 청매로 1288 (온막리)
- 중남초등학교 (폐교) - 매전면 청매로 825 (지전리)
- 관하초등학교 (폐교) - 매전면 청려로 3017 (관하리)
- 매전중학교 (동산리)